# Slaid Cleaves
Slaid Cleaves (South Berwick (Maine), 9 juni 1964) is een Amerikaanse singer-songwriter.

## Jeugd
Slaid Cleaves woonde als kind naar South Berwick (Maine) waar hij als schoolkind bevriend raakte met Rod Picott. Ze speelden samen in een bandje dat ze The Magic Rats noemden, naar een personage in Bruce Springsteens liedje Jungleland, en bleven jaren samen muziek maken.
Cleaves nam zijn liefde voor Amerikaanse artiesten als Woody Guthrie, Johnny Cash, Hank Williams, Chuck Berry, Bruce Springsteen, Tom Petty, Tom Waits, CCR, mee naar het Ierse Cork waar hij een semester van zijn propedeuse doorbracht. Om de tijd te doden leerde hij gitaar spelen, en op 18 november 1985 maakte hij zijn debuut als straatzanger in Cork City, Ierland.

## Carrière
Na een aantal valse starts lukte het Cleaves om de aandacht op zich te vestigen in de buurt van Portland (Maine) en in 1990 bracht hij zijn debuutcassette uit: The Promise. Slechts enkele liedjes van dat album: Sweet Summertime; Lonesome Highway en Wrecking Ball speelt hij nog weleens tijdens een optreden.
Een jaar later bracht hij weer een album op cassette uit: Looks Good from the Road, opgenomen met zijn rockband, The Moxie Men, bestaande uit Slaid (zang en akoestische gitaar), zijn broer J. (bas), Mark Cousins (drums) en Pip Walter (elektrische en akoestische gitaar en zang). Tegen het eind van het jaar waren ze de lievelingen van de plaatselijke pers die hen een van de bands “most likely to succeed” noemden.
Desondanks gaf Slaid de voorkeur aan een solocarrière, en in 1991 verhuisde hij met zijn vrouw Karen naar Austin (Texas).
Zijn eerste grote succes in de nationale folkscene was het winnen van de Kerrville Folk Festival’s New Folk competition in 1992. Deze prijs was eerder gewonnen door artiesten als Nanci Griffith, Robert Earl Keen en Steve Earle.
Cleaves speelde in meerdere clubs in Austin, toerde, en bleef hard werken aan zijn kunde als liedjesschrijver. In 1997 nam hij zijn eerste album bij het Rounder-Philo label op: No Angel Knows
Een volgend groot succes was het samen met zijn jeugdvriend Rod Picott geschreven titelnummer van het album Broke Down (geproduceerd door Gurf Morlix), dat in 2000 een van de meest gespeelde nummers op de Americana-zenders in de Verenigde Staten was, en Song of the Year werd bij de Austin Music Awards in 2001.
In 2004 volgde het album Wishbones, ook geproduceerd door Gurf Morlix, dat op nummer 11 kwam van de album-top 25 van het KRO-radioprogramma American Connection. Hierop zowel een nummer dat Cleaves samen met Picott schreef (Sinner’s prayer) als een cover van Picotts Tiger Tom Dixon’s Blues uit 2001.
Op de opvolger, Unsung uit 2006, geproduceerd door David Henry en Rod Picott staan helemaal geen eigen nummers meer, maar (volgens Cleaves op de hoes) liedjes “written by friends and colleagues, my brothers and sisters in arms. Unsung gathers together some if my favourites.” Onder de schrijvers bekenden (David Olney; Steve Brooks; Adam Carroll) en minder bekenden (Michael O'Connor; Peter Keane; Graham Weber; Chris Montgomery; Ana Egge; Karen Poston; Melvern Taylor; en JJ Baron - deze laatste was met 22 jaar de jongste en schreef Song for June de dag na het overlijden van June Carter Cash).
Het album haalde nummer 15 in de album-top 25 van American Connection.
Vijf jaar na het laatste zelfgeschreven album kwam in 2009 Everything You Love Will Be Taken Away uit, geproduceerd door Gurf Morlix, Charles Arthur, Billy Harvey en Slaid Cleaves zelf. Ook op dit album nummers die hij samen met Picott schreef, maar ook met anderen, zoals Adam Carroll.
Sorrow & Smoke uit 2011 produceerde Cleaves zelf en werd live opgenomen tijdens twee optredens in de Horseshoe Lounge in Austin, Texas op 20 april 2010 en op 29 juni 2010.
Het titelnummer van het in 2013 door Scrappy Jud Newcomb geproduceerde Still Fighting the War bezingt het lot van soldaten die thuiskomen na een missie, kort samengevat met het credo (in de hoes, niet in het nummer): "Men go off to war for a hundred reasons. But they all come back home with the same demons." Jimmy LaFave zingt de tweede stem bij dit nummer. Op dit album zowel nieuwe nummers van Cleaves zelf, als twee nummers die hij samen met Rod Picott schreef (Rust Belt Fields en Welding Burns).

## Optredens in Nederland (en België)

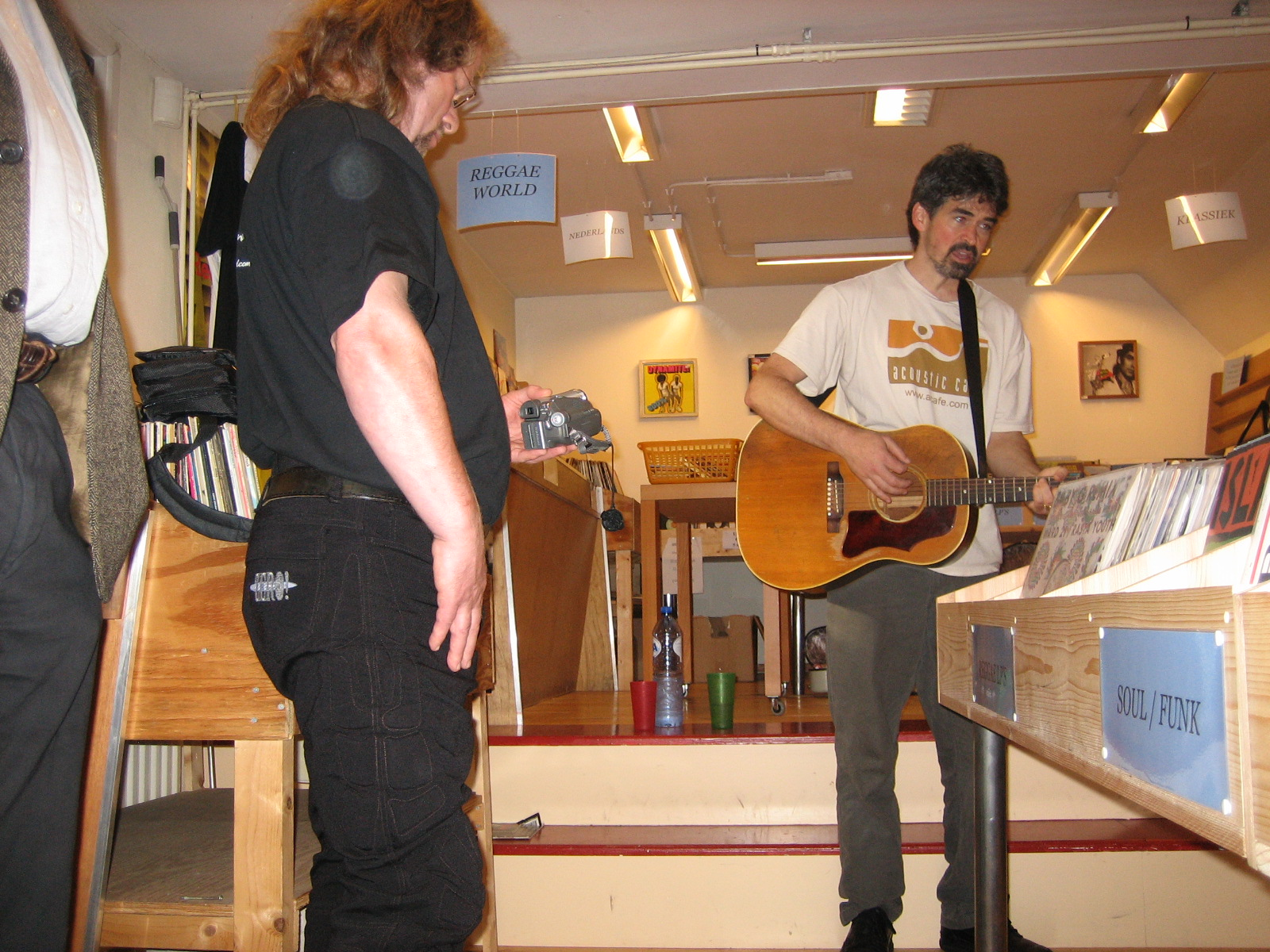
In-store optreden in platenzaak Velvet te Amsterdam (26 september 2006)

Cleaves komt ongeveer jaarlijks in Nederland en wipt dan ook weleens de grens over naar België:
- oktober 2000: onder andere Take Root (Assen); In the Woods (Hollandsche Rading);
- maart 2001: onder andere Blue Highways (Vredenburg, Utrecht);
- maart 2002: onder andere Blue Highways (Vredenburg, Utrecht); BRTO studio (Bergen op Zoom);
- november 2003 (als deel van The Songwriters Circle, met Ray Wylie Hubbard, Lynn Miles en Larry John McNally): De ochtenden op Radio 1; De Harmonie (Leeuwarden); 013 (Tilburg); Het Arsenaal (Vlissingen); Lux (Nijmegen); Newland (Klaaswaal); BRTO studio (Bergen op Zoom);
- oktober 2004: onder andere Roots of Heaven (Patronaat, Haarlem); Tivoli de Helling (Utrecht); Crossroads Radio (Dordrecht);
- oktober-november 2005: onder andere Patronaat (Haarlem); 013 (Tilburg); In the Woods (Hollandsche Rading);
- september 2006: onder andere Cultureel Centrum Leopoldsburg (Leopoldsburg, België); Paard van Troje (Den Haag);
- februari 2008 (met bassist Michael O'Connor): De Tamboer (Hoogeveen); Burgerweeshuis (Deventer); Toogenblik (Brussel, België) Het Huis Verloren (Hoorn); Vredenburg Leeuwenbergh (Utrecht); Meneer Frits (Eindhoven); Folk in de Wâlden (Oenkerk); Theater de Wegwijzer (Nieuw- en Sint Joosland); Het Oude Theater (Oss); Chassé Theater (Breda); Theaters Tilburg (Tilburg).
- september 2013 (voorprogramma Jimmy LaFave) de Gigant Apeldoorn.

## Discografie
- The Promise (1990 cassette)
- Looks Good From the Road (1991 cassette)
- The Promise/Looks Good From the Road (1998, heruitgave op CD)
- Life’s Other Side (1992 cassette, heruitgave op CD in 1997)
- For the Brave and Free (1993 cassette, heruitgave op CD in 2001)
- No Angel Knows (1997)
- Broke Down (2000)
- Holiday Sampler EP (2001)
- Wishbones (2004)
- Unsung (2006)
- Everything You Love Will Be Taken Away (2009)
- Sorrow & Smoke - Live at the Horseshoe Lounge (2011)
- Still Fighting the War (2013)
- Ghost on the Car Radio (2017)

## Hitlijsten

### Albums
| Album met eventuele hitnotering(en) in de Nederlandse Album Top 100 | Datum van verschijnen | Datum van binnenkomst | Hoogste positie | Aantal weken | Opmerkingen |
| ------------------------------------------------------------------- | --------------------- | --------------------- | --------------- | ------------ | ----------- |
| Everything you love will be taken away...                           | 2009                  | 26-09-2009            | 51              | 1            |             |